# Maury
Maury – miejscowość i gmina we Francji, w regionie Oksytania, w departamencie Pireneje Wschodnie.
Według danych na rok 1990 gminę zamieszkiwało 916 osób, a gęstość zaludnienia wynosiła 26 osób/km² (wśród 1545 gmin Langwedocji-Roussillon Maury plasuje się na 369. miejscu pod względem liczby ludności, natomiast pod względem powierzchni na miejscu 133.).

## Populacja

Populacja Maury w latach 1962–2008